# LAX (album)
LAX è il quarto album in studio del rapper statunitense The Game, pubblicato in Europa il 26 agosto 2008, quattro giorni dopo l'uscita negli Stati Uniti.

## Tracce
| #  | Titolo                    | Collaboratore/i   | Produttore/i                                                      | Campione/i | Note                                                                                              | Durata |
| -- | ------------------------- | ----------------- | ----------------------------------------------------------------- | --- | ------------------------------------------------------------------------------------------------- | ------ |
| 1  | "Intro"                   | DMX               | Ervin "EP" Pope                                                   | | - Prayer by DMX                                                                                   | 1:21   |
| 2  | "LAX Files"               |                   | J.R. Rotem                                                        | | - Vocals by Shorty                                                                                | 3:59   |
| 3  | "State of Emergency"      | Ice Cube          | J. R. Rotem                                                       | |                                                                                                   | 3:38   |
| 4  | "Bulletproof Diaries"     | Raekwon           | Jelly Roll                                                        | | - Keyboards by 1500 Or Nothin & Ervin "EP" Pope - Bass Guitar by Willam "kiddFLYY" Taylor         | 4:52   |
| 5  | "My Life"                 | Lil Wayne         | Cool & Dre                                                        | - Chorus contains elements of "So Tired" by Birdman                                                                      |                                                                                                   | 5:20   |
| 6  | "Money"                   |                   | Cool & Dre                                                        | | - Vocals by Betty Wright                                                                          | 5:13   |
| 7  | "Cali Sunshine"           | Bilal             | Nottz                                                             | - Contains elements & sample of the recording of "California Sunshine" by The Dramatics                                  |                                                                                                   | 4:33   |
| 8  | "Ya Heard"                | Ludacris          | Nottz                                                             | - Contains elements & features samples from "Jam On It" by Newcleus                                                      |                                                                                                   | 4:04   |
| 9  | "Hard Liquor (Interlude)" |                   | Ervin "EP" Pope                                                   | | - Vocals by Jellyroll                                                                             | 1:50   |
| 10 | "House of Pain"           |                   | DJ Toomp                                                          | | - Additional keys by Jay Mac - Vocals by Traci Nelson                                             | 4:32   |
| 11 | "Gentleman's Affair"      | Ne-Yo             | J. R. Rotem                                                       | |                                                                                                   | 3:39   |
| 12 | "Let Us Live"             | Chrisette Michele | Scott Storch                                                      | | - Keyboards by Ervin "EP" Pope                                                                    | 4:39   |
| 13 | "Touchdown"               | Raheem DeVaughn   | 1500 or Nothin'                                                   | - Contains elements/samples of "Right on to the Darkness" by Curtis Mayfield                                             | - Additional keyboards by Ervin "EP" Pope                                                         | 3:59   |
| 14 | "Angel"                   | Common            | Kanye West                                                        | - Contains a sample from "Angel Dust" by Gil Scott Heron                                                                 |                                                                                                   | 4:28   |
| 15 | "Never Can Say Goodbye"   | LaToya Williams   | Ervin "EP" Pope                                                   | - Contains elements of "Between the Sheets" by The Isley Brothers - Contains elements of "Big Poppa" by Notorious B.I.G. | - Bass by Willam "kiddFLYY" Taylor - Guitar by Glenn Jeffrey - Vocals by Traci Nelson & Jellyroll | 4:40   |
| 16 | "Dope Boys"               | Travis Barker     | 1500 or Nothin', additional production by DJ Quik                 | | - Drums by Travis Barker                                                                          | 4:00   |
| 17 | "Game's Pain"             | Keyshia Cole      | Knobody & Dahoud Darien, Additional production by Ervin "EP" Pope | | - Keyboards by 1500 Or Nothin - Cuts by DJ Vick One - Additional vocals by Grenique Harper        | 4:21   |
| 18 | "Letter to the King"      | Nas               | Hi-Tek                                                            | - Contains a sample from "Memoirs of the Traveler" by The Jaggerz                                                        |                                                                                                   | 5:45   |
| 19 | "Outro"                   | DMX               | Ervin "EP" Pope                                                   | | - Prayer by DMX                                                                                   | 1:28   |

## Retroscena
Il 31 dicembre 2007 The Game annuncia, in occasione del Nas' New Year's Eve party il titolo e la data d'uscita dell'album.[4] Il titolo originariamente doveva essere "The D.O.C.", ma fu cambiato in "LAX". A metà marzo fu annunciato il rilascio di The Game dalla prigione. Il suo manager chiarì in seguito che l'artista si trovava ancora in prigione, ma inaspettatamente fu rilasciato in tempo per promuovere l'album.
La data di pubblicazione del disco fu più volte rinviata, fino ad uscire il 26 agosto.
The Game, nel corso di una apparizione per la stazione radio 106 & Park, confermò che LAX potrebbe essere l'ultimo album di studio a vederlo protagonista. Questo per il suo intento di dedicarsi principalmente alla promozione della sua etichetta di registrazione, la Black Wall Street ed iniziare a produrre musica egli stesso, seguendo le tracce di quello che può essere considerato il suo mentore, ovvero Dr. Dre.
Nonostante questa dichiarazione, in un'intervista successiva lo stesso rapper espresse il desiderio di dedicarsi, dopo LAX, ad un quarto album, dal titolo "D.O.C." o "Diary of Compton" ma solamente se avesse convinto a contribuire come produttori Dr. Dre, MC Ren, King Tee, DJ Yella, Ice Cube and DJ Quik.[11]

## Produzioni
The Game inizialmente annunciò che Dr. Dre avrebbe prodotto alcune tracce dell'album ma né lui né la Aftermath Entertainment confermarono questa dichiarazione. Nu Jerzey Devil confermò in seguito la partecipazione di Dr. Dre, accanto ad altri produttori del calibro di Scott Storch e Cool & Dre. Il 1º maggio, in un'intervista rilasciata ai microfoni di Power 106 The Game annunciò di aver lavorato, fino a quel momento, con Just Blaze, Kanye West, Cool & Dre, Scott Storch, Timbaland, Knobody, Ervin "E.P." Pope, Jelly Roll & Tre Beats. In seguito lo stesso The Game, dopo molte smentite, confermò che Dr. Dre non avrebbe partecipato alla produzione dell'album e che non avrebbero più lavorato insieme in futuro. Al team di produttori annunciato si aggiunsero in seguito i Trackmasters.

## Vendite
L'album debuttò alla N°2 della Billboard Top 200, grazie a 238,382 copie vendute, appena dietro l'album "All Hope Is Gone", della band rock Slipknot. Per la prima volta nella storia la Warner Music Group, etichetta degli Spiknot e la Roadrunner Records chiesero alla Nielsen di effettuare nuovamente il conteggio delle copie vendute, risultava infatti che l'album di The Game avesse venduto solamente 13 copie in meno. Il nuovo conteggio stabilì la differenza di vendita tra i due cd in 1134 copie.